# Bukorovac
Bukorovac (en serbe cyrillique : Букоровац) est un village de Serbie situé dans la municipalité de Pivara (Kragujevac), district de Šumadija. Au recensement de 2011, il comptait 218 habitants.

## Démographie
| 1948 | 1953 | 1961 | 1971 | 1981 | 1991 | 2002 | 2011 |
| ---- | ---- | ---- | ---- | ---- | ---- | ---- | ---- |
| 903  | 908  | 804  | 603  | 459  | 337  | 229  | 218  |

|  |